# Sablonne
Die Sablonne ist ein Fluss in Frankreich, der in der Region Bourgogne-Franche-Comté verläuft.
Achtung! Nicht zu verwechseln mit dem ähnlich geschriebenen Flüsschen Sablonné, das rund 12 Kilometer stromabwärts bei Navilly ebenfalls in den Doubs mündet.

## Verlauf
Auf ihrem Weg berührt die Sablonne die Départements Jura, Côte-d’Or sowie Saône-et-Loire und bildet so auf einer Teilstrecke auch die Grenze zwischen den Regionen Franche-Comté und Burgund.
Sie entspringt im Ortsgebiet von Tavaux, nahe dem Flughafen Dole-Jura, entwässert generell in südwestlicher Richtung und mündet nach rund 27 Kilometern beim Weiler Le Môle, im Gemeindegebiet von Lays-sur-le-Doubs als rechter Nebenfluss in den Doubs.

### Orte am Fluss
(Reihenfolge in Fließrichtung)
- Tavaux
- Saint-Aubin
- Saint-Loup
- Bousselange
- Annoire
- Le Môle, Gemeinde Lays-sur-le-Doubs